# Мандеш
Мандеш је историјско име којим је названо планинско подручје Гор.

## Историја
Регијом је управљао малик(краљ) по имену Амир Сури, а становништво још увек није прешло на ислам.
| „ | Његов син Мухамед кога је напао Махмуд Газнави се наводи у делу Раузат ел Сафа и такође се наводи да је и даље био паганин упркос свом имену, а Ел Отби га назива паганином. Махмуд је преузео његово упориште 400. године (1009) а поглавицу је одвео у заточеништво, где се, како се каже, поглавица отровао. Махмуд је на његово место поставио његовог сина Абу Алија, који је несумњиво прихватио ислам и за њега се тврди да је саградио Месџиде. Ипак, његов нећак и Абас су га ухватили и утамничили након што је Масуд наследио престо Газане. | ” |